# ينس بورنسن
ينس بورنسن (بالألمانية: Jens Böhrnsen) (مواليد 12 يونيو 1949 في بريمن)، محامي وسياسي ألماني ينتمي إلى الحزب الديمقراطي الاجتماعي الألماني (SPD). من عام 2005 إلى عام 2015 شغل القاضي الإداري السابق منصب الرئيس السابع لمجلس الشيوخ وعمدة مدينة بريمن الهانزية الحرة وعضو مجلس الشيوخ للشؤون الكنيسة، ومن عام 2007 أيضًا عضو مجلس الشيوخ لشؤون الثقافة. من عام 2005 إلى عام 2007 كان عضوًا في مجلس الشيوخ لشؤون العدالة والدستور. استقال من هذه الوظائف في 15 يوليو 2015 مع انتخاب خليفته كارستن سيلينغ.
من 1 نوفمبر 2009 وحتى 31 أكتوبر 2010 شغل منصب رئيس البوندسرات وبالتالي نائبًا لرئيس ألمانيا. نتيجة لذلك تولى منصب رئيس ألمانيا بالزك6 بعد استقالة الرئيس هورست كولر في 31 مايو 2010 وحتى انتخاب كريستيان فولف كخليفة لكولر في 30 يونيو 2010.

## روابط خارجية
- ينس بورنسن على موقع مونزينجر (الألمانية)